# Joanna Kulig
Joanna Kulig, född 24 juni 1982 i Krynica-Zdrój, är en polsk skådespelare och sångerska. År 2018 mottog hon priset för bästa skådespelerska på European Film Awards för sin insats i filmen Cold War. Hon är tidigare prisad för roller i filmerna Środa, czwartek rano och Elles. Tidningen Wprost har rankat Joanna Kulig som nummer fyra på en lista över Polens mest inflytelserika kvinnor 2019.

## Biografi
Joanna Kulig är född den 24 juni 1982 i Krynica i Polen. Hennes mamma arbetade som kock vid en förskola och hennes pappa var poet (folkdiktare). Joanna Kulig växte upp i Muszynka tillsammans med fyra syskon.
Som 16-åring kom Joanna Kulig trea i talangjakten ”Szansa na Sukces”, en tv-sänd polsk sångtävling. År 2000 började hon på Mieczysław Karłowicz State Music School Complex i Kraków. Hon tog examen från Frederic Chopin State Music School i Krynica (piano) och AST National Academy of Theatre Arts i Kraków år 2007 där hon hade specialiserat sig i sång och drama. Hon var den första i familjen som tog examen från ett universitet.
Joanna Kulig gjorde sin filmdebut 2007 i Grzegorz Paceks film Środa Czwartek rano (Onsdag torsdag morgon). År 2011 spelade hon med Kristin Scott Thomas och Ethan Hawke i Paweł Pawlikowskis ”The woman in the fifth”. Andra regissörer som hon har samarbetat med är Agnieszka Holland, Jacek Borcuch, Mirosław Borek och Marcin Wrona.
2013 belönades Kulig med det polska filmpriset Orła för sin insats i Małgorzata Szumowskas film Elles. 2018 spelade Kulig en av huvudrollerna i Paweł Pawlikowskis film Cold War. Filmen utnämndes vid European Film Awards till bästa film och Kulig till best leading actress.
Under 2019 har Joanna Kulig synts i TV-serien Hanna på Amazon Prime. Hon spelar också rollen som Maja i Damien Chazelles kommande musikalserie The Eddy.

## Privatliv
Joanna Kuligs syster Justyna Schneider är också skådespelerska. Hon anpassade sin gammelmormors efternamn för att undvika förväxling. Joanna Kulig gifte sig 2009 med filmregissören och manusförfattaren Maciej Bochniak. I februari 2019 föddes deras son Jan.

## Filmografi (i urval)
- 2007 - Środa, Czwartek rano, i rollen som Teresa
- 2009 - I love you som much, i rollen som Ewelina
- 2010 - Milion Dolarów, i rollen som Zuzanna
- 2010 - Maraton tańca, i rollen som Agnieszka
- 2010 - Zagubiony czas (Die Verlorene Zeit), i rollen som Magdalena Limonowska
- 2011 - Sponsoring (Elles), i rollen som Alicja
- 2011 - The woman in the fifth (La femme du Vème), i rollen som Ania
- 2011 - Los numeros, i rollen som Anias syster Sylwia
- 2012 - Nieulotne, i rollen som Karinas kompis Marta
- 2013 - Hansel i Gretel: Łowcy czarownic (Hansel and Gretel: Witch Hunters), i rollen som en rödhårig häxa
- 2013 - Ida, i rollen som sångerska
- 2014 - Warsaw by Night, i rollen som kvinna
- 2014 - Facet (nie)potrzebny od zaraz jako Patrycja, przyjaciółka Zosi
- 2014 - Way Back Home, i rollen som Yalka
- 2015 - Disco polo, i rollen som Anka "Gensonina”
- 2016 - Niewinne, i rollen som syster Irena
- 2016 - Pitbull. Niebezpieczne kobiety, i rollen som Zuza
- 2018 - Zimna wojna, i rollen som Zula Lichoń
- 2018 - Kler, i rollen som Hanka Tomala, hushållerska och älskarinna
- 2018 - Miłość jest wszystkim, i rollen som Magda
- 2018 - 7 uczuć, i rollen som Gosias mamma

## TV-serier (i urval)
- 2006 - Pensjonat pod Różą, i rollen som Kasia
- 2007 - Ekipa, i rollen som Magdalena Nowasz
- 2008 - Czas honoru, i rollen som ”Mucha”
- 2008 - Teraz albo nigdy, i rollen som Zyta
- 2008 - Trzeci oficer, i rollen som Halina
- 2009 - Janosik. Prawdziwa historia, i rollen som en tjej/(röst)
- 2009 - Ojciec Mateusz, i rollen som Dorota Mielnicka
- 2010 - 2011 - Szpilki na Giewoncie, i rollen som Wika Bura
- 2012 - Szpiedzy w Warszawie, i rollen som Renata
- 2012 - Na krawędzi, i rollen som Sylwia Zawada
- 2014 - Zbrodnia, i rollen som Monika Krajewska
- 2014 - 2018 - O mnie się nie martw, i rollen som Jadwiga „Iga” Małecka
- 2018 - Pułapka, i rollen som Justyna Mateja
- 2019 - Hanna (Amazon Prime), i rollen som Hannas mamma
- 2020 - The Eddy (Netflix), i rollen som Maja

## Musik
- 2002 - Grzegorz Turnau – Nawet, sjunger i låtar, „Liryka, liryka”, „Gniew”, „Oddal żal”, „Sancho (dytyramb)”
- 2014 - O.S.T.R., KASTA, Joanna Kulig, Joanna Lewandowska – „Dziś idę walczyć – Mamo!”

## Priser och nomineringar (i urval)
- 2007 - Filmfestivalen i Gdynia, Borgmästarens pris för bästa debut i filmen Środa, Czwartek rano
- 2008 - Złota Kaczka, nominerad i kategori för bästa skådespelerska i filmen Środa, czwartek rano
- 2008 - Filmfestival i Koszalin, pris för bästa debut i filmen Środa, czwartek rano
- 2009 - Festival Teatrów Telewizji „Dwa Teatry”, pris för bästa kvinnliga huvudrollen i filmen Doktor Halina
- 2011 - Złota Kaczka, nominerad i kategori för bästa skådespelerska i filmen Milion dolarów, Maraton tańca
- 2012 - Filmfestivalen i Gdynia, tidningen "Elle"s pris i filmen Sponsoring
- 2012 - Filmfestivalen i Gdynia, pris för bästa kvinnliga biroll i filmen Sponsoring
- 2012 - Złota Kaczka, nominerad för bästa skådespelerska i filmen Sponsoring
- 2013 - Orła (Polskt filmpris), pris för bästa kvinnliga biroll i filmen Sponsoring
- 2014 - Orła (Polskt filmpris), nominerad för bästa kvinnliga biroll i filmen, Nieulotne
- 2015 - Telekamery, nominerad i kategorin bästa skådespelerska
- 2016 - Telekamery, nominerad i kategorin bästa skådespelerska
- 2018 - European Film Awards, pris för bästa kvinnliga huvudroll i filmen Cold war
- 2018 - Glamour, årets kvinna utsedd av tidningen "Glamour"
- 2018 - Filmweb, nominerad för bästa filmpar (med Tomasz Kot) i filmen Cold War
- 2018 - Festiwal Aktorstwa Filmowego we Wrocławiu, nominerad i kategorin bästa kvinnliga huvudroll för filmen Cold War
- 2018 - Transatlantyk Festival w Łodzi, pris för bästa skådespelerska i filmen Cold War
- 2019 - Orła (Polskt filmpris), pris för bästa kvinnliga huvudroll i filmen Cold War
- 2019 - Filmfestivalen i Palm Springs, pris FIPRESCI för bästa skådespelerska i icke-engelskspråkig film Cold War
- 2019 - Telekamery, pris för bästa skådespelerska
- 2019 - Paszport „Polityki”, pris för filmen Cold war